# Holland Duo
Het Holland Duo maakte van 1988 tot 2012 Nederlandstalige muziek. Het duo begon als samenwerking tussen Jan Verhoeven en Marianne Weber. Na enkele wisselingen vormde Verhoeven het in de laatste 10 jaar met Erna Temming. In 2016 besloten Jan Verhoeven en Colinda van Beckhoven weer een single op te nemen als Het Holland Duo.

## Geschiedenis
Het Holland Duo ontstond als samenwerking tussen Jan Verhoeven uit Heusden en Marianne Weber uit Utrecht. Het duo noemde zich vanaf 1988 het Holland Duo. Verhoeven nam met Weber drie albums op.
Nadat de samenwerking met Weber in 1992 beëindigd werd, stond van Beckhoven als zangeres naast Verhoeven. Na enige tijd nam Janske Mentzij het stokje van haar over. Vanaf 1997 vormden Verhoeven en Erna Temming het duo. Temming komt ook uit Utrecht.
In 2012 besloten Verhoeven en Temming te stoppen als Het Holland Duo. Temming bracht in de periode 2012-2013 vijf singles uit. Verhoeven bracht in zijn gehele loopbaan een kleine tien singles uit.
Verhoeven en van Beckhoven besloten in 2016 weer samen een single op te nemen als Het Holland Duo. De eerste single die verschenen is heet Samen. Verhoeven heeft in 2012 aangekondigd niet meer op te treden voor het publiek.
Verhoeven overleed op 24 april 2021.

## Discografie

### Albums
| Album met eventuele hitnotering(en) in de Nederlandse Album Top 100 | Datum van verschijnen | Datum van binnenkomst | Hoogste positie | Aantal weken | Opmerkingen               |
| ------------------------------------------------------------------- | --------------------- | --------------------- | --------------- | ------------ | ------------------------- |
| Als het Hollands mag zijn                                           |                       | 19-8-1989             | 27              | 12           | met Marianne Weber        |
| Ik hou van Hollands                                                 |                       | 6-4-1991              | 34              | 7            | met Marianne Weber        |
| Ik hou van Hollands 2                                               |                       | 21-3-1992             | 14              | 20           | met Marianne Weber        |
| Als het Kerstmis wordt                                              |                       | 12-12-1992            | 63              | 4            | met Colinda van Beckhoven |
| Ik hou van Hollands 3                                               |                       | 10-4-1993             | 28              | 22           | met Colinda van Beckhoven |
| Geen ander als jij                                                  |                       | 16-7-1994             | 20              | 14           | met Janske Mentzij        |
| Samen met jou                                                       |                       | 20-5-1995             | 34              | 10           | met Janske Mentzij        |
| 'n Rondje Hollands                                                  |                       | 21-5-1996             | 25              | 21           | met Janske Mentzij        |
| Samen zijn                                                          |                       | 24-5-1997             | 73              | 4            | met Janske Mentzij        |
| Rozen in de zee                                                     |                       | 1998                  | -               | -            | met Erna Temming          |
| Duizend sterren                                                     |                       | 2003                  | -               | -            | met Erna Temming          |
| 15 jaar                                                             |                       | 2005                  | -               | -            | met Erna Temming          |
| Als vanouds                                                         |                       | 2009                  | -               | -            | met Erna Temming          |

### Singles
| Single met eventuele hitnotering(en) in de Nederlandse Top 40 | Datum van verschijnen | Datum van binnenkomst | Hoogste positie | Aantal weken | Opmerkingen               |
| ------------------------------------------------------------- | --------------------- | --------------------- | --------------- | ------------ | ------------------------- |
| Breng mij nog eenmaal naar huis                               |                       | 1989                  | -               |              |                           |
| Samen                                                         |                       | 20-5-1989             | tip             |              |                           |
| Sei rimasta sola                                              |                       | 14-10-1989            | tip             |              |                           |
| Barcelona                                                     |                       | 1989                  | tip             |              |                           |
| Arrivederci Roma                                              |                       | 1990                  | tip             |              |                           |
| Feestmedley                                                   |                       | 1990                  | -               |              |                           |
| This is my song                                               |                       | 1990                  | -               |              |                           |
| De bedelaar van Parijs                                        |                       | 1991                  | tip             |              |                           |
| 'n trip naar niemandsland                                     |                       | 1991                  | tip             |              |                           |
| Thats my home                                                 |                       | 1991                  | -               |              |                           |
| Hopeloos alleen                                               |                       | 28-11-1992            | tip             |              |                           |
| Donderdag de zevende                                          |                       | 3-4-1993              | tip             |              |                           |
| 'n Zwerver is ook maar een mens                               |                       | 14-8-1993             | tip9            |              |                           |
| Sta even stil (bij het werk aan de weg)                       |                       | 23-7-1994             | tip             |              |                           |
| Zeg het met bloemen                                           |                       | 00-10-1994            | tip             |              |                           |
| Oh zilveren maan (Terang Bulang)                              |                       | 1995                  | -               |              |                           |
| Zolang er sterren                                             |                       | 1995                  | -               |              |                           |
| 'n Rondje Hollands                                            |                       | 1995                  | tip             |              |                           |
| Kleine Zwerver                                                |                       | 1996                  | tip             |              |                           |
| Diep in mijn hart                                             |                       | 5-4-1997              | tip             |              |                           |
| Heimwee (Memories are made for this)                          |                       | 1998                  | tip             |              |                           |
| Waarom gaan wij voorgoed uit elkander                         |                       | 1998                  | tip             |              |                           |
| Stuur mij een sms                                             |                       | 2003                  | tip             |              |                           |
| Het gevoel van ware liefde                                    |                       | 2005                  | tip             |              |                           |
| Kom droog nu je tranen                                        |                       | 2009                  | tip             |              | special bij Max & Loretta |
| Samen                                                         |                       | 2016                  |                 |              | Nieuwe versie             |